# 新马厩桥
新马厩桥（俄语：Ново-Конюшенный мост, 英语：Novo-Konyushenny Bridge）是俄罗斯圣彼得堡格里博耶多夫运河上的一座桥梁。

## 历史
1880年代，为修建滴血救世主教堂，在此修建一座木桥。在施工过程中，桥的宽度曾达到115米（今天圣彼得堡最宽的桥梁蓝桥宽97.5米）。1907年教堂完工时，这座桥命名为基督复活教堂桥。1917年十月革命以后，更名为“重叠桥”。 
1965-1967年，新建了钢筋混凝土桥，1975年命名为"格里涅夫斯基桥"，得名于刺杀沙皇亚历山大二世的刺客伊格纳西·赫里涅维茨基。他在该桥附近，把炸弹扔进沙皇的马车上。1998年，这座桥再次改名，以附近的马厩广场命名。
。